# 巧克力師
巧克力師是專門製造巧克力的點心、零食、雕刻作品或是復活節彩蛋的工匠，相較於國際級大品牌的巧克力製造商而言，巧克力師指的是精緻化製品的專業從業人員，這項職業經常會和麵包師、糖果師、糕點師合作，並在特殊節日的時候，製作節慶時期的特製食物。
在法國必須要有相當的就業時數後，取得同等學歷的文憑認證，才有資格獲得巧克力師的稱號。

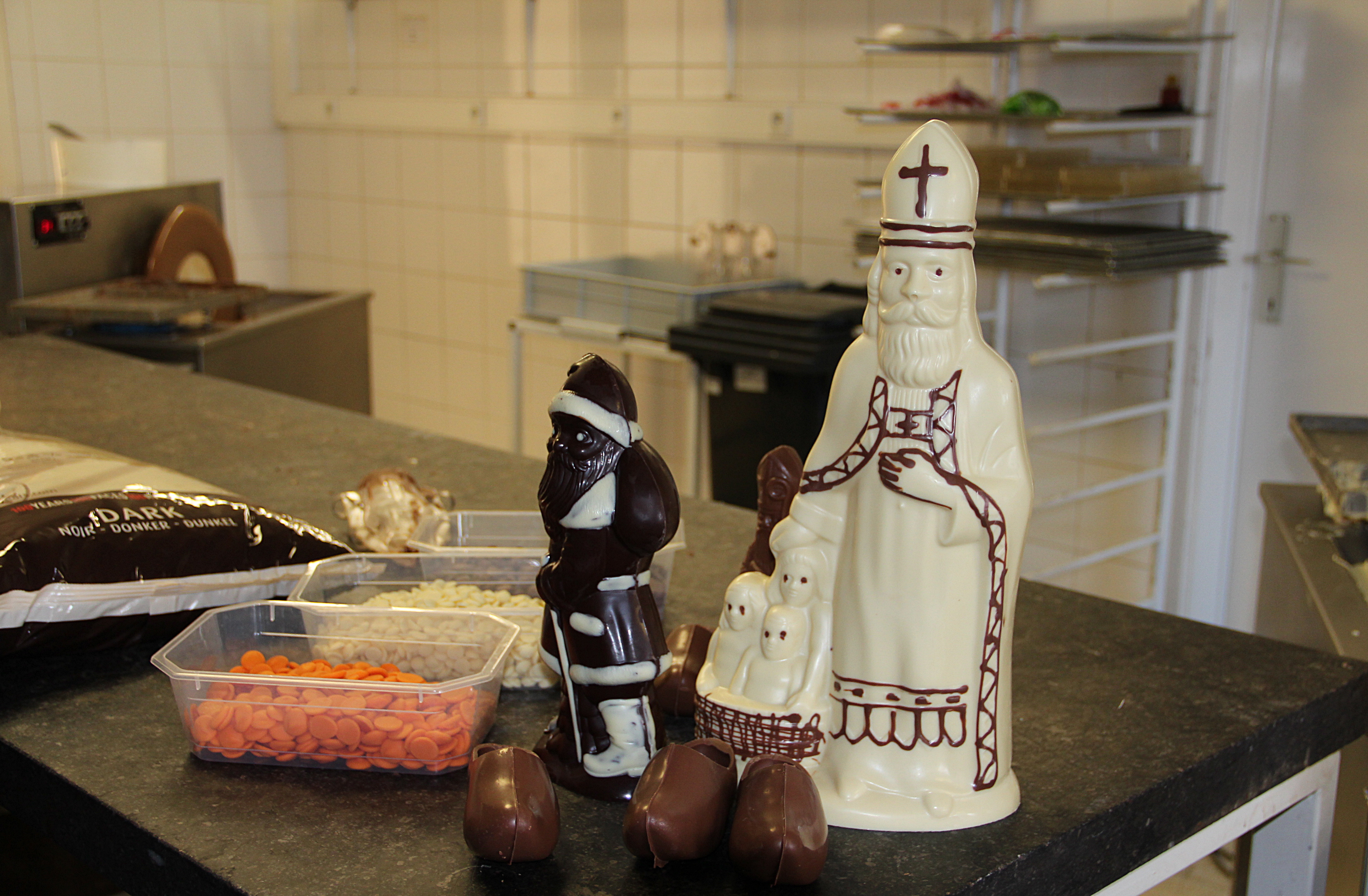
慶祝聖誕節時所製造的空心巧克力人偶

## 培訓養成
歐洲傳統上，巧克力師的養成，大部分都從麵包師、糕點師或糖果師開始，或參加專門學校，例如加拿大的Ecole Chocolat巧克力藝術專業學校、國際烹飪中心（International Culinary Center）、法芙娜專業學校（法語：Presentation of l'École Valrhona），這類為投入巧克力工作的烹飪專業培訓。成為巧克力師還需要製作甜點的技術，以及了解巧克力特性，巧妙地製作其食品或是藝術品。巧克力師必須了解巧克力的物理和化學特性，不僅要製作巧克力和其他糖果，還要懂得製作雕塑和周邊的裝飾品。歷經按部就班的訓練後，每位巧克力師會發展出各自不同的風格。

### 進階技術
- 回火：透過加熱和冷卻巧克力的技巧，以產生所需要的食材特性，可以讓巧克力產生光澤或酥脆口感。
- 結晶：巧克力含有可可脂，在融化和回火巧克力的熱處理過程當中，可以讓可可脂產生結晶。
- 模具：指的是一種設計技術，用於製作具有特定形狀的巧克力塊，方法是將液態巧克力倒入模具中並使其硬化。
- 雕刻：雕刻涉及使用巧克力來創作一件藝術品。雕刻可能涉及使用模具和巧克力塊，並用巧克力圖案裝飾巧克力塊。

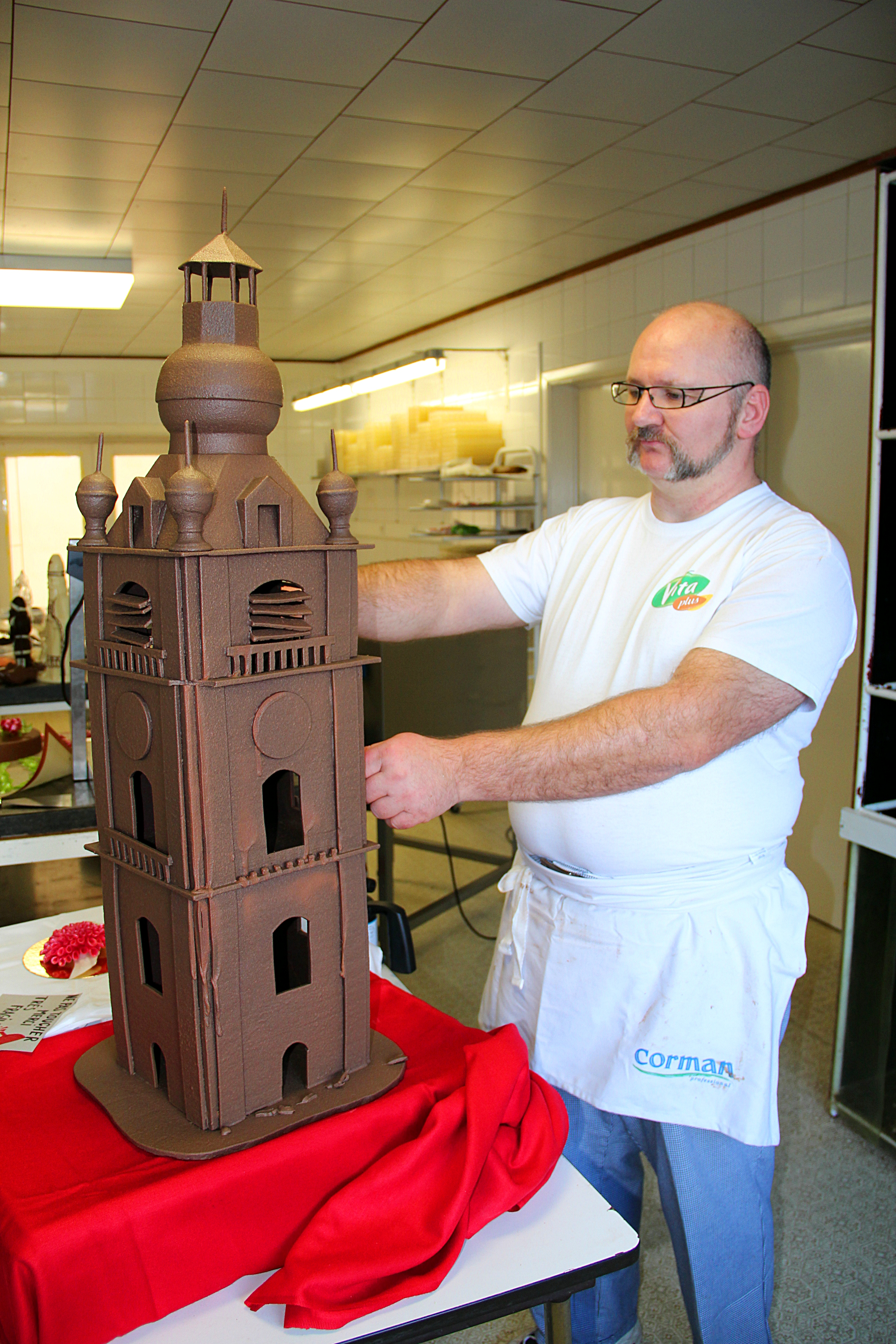
正在為巧克力成型的巧克力師

## 世界競賽
世界各地的巧克力師，一旦想要在這門藝術當中出人頭地，通常就會參加世界級的專業競賽，如：
- 世界巧克力大賽（International Chocolate Awards，簡稱：ICA）
- 世界巧克力大師獎（World Chocolate Masters，簡稱：WCM）

### 著名巧克力師
- 日本：水野直己[3]
- 西班牙：弗朗西斯科·托雷布蘭卡（西班牙語：Francisco Torreblanca）[4]
- 義大利：卡梅羅·夏帕尼亞（義大利語：Carmelo Sciampagna）
- 法國：帕特里克·羅傑

## 相關連結
- 世界巧克力大賽官方網站 （页面存档备份，存于）
- 世界巧克力大師獎官方網站 （页面存档备份，存于）